# 539 Pamina
539 Pamina
539 Pamina là một tiểu hành tinh ở vành đai chính. Nó được Max Wolf phát hiện ngày 2.8.1904 ở Heidelberg và được đặt theo tên Pamina, nhân vật trong vở opera The Magic Flute của Mozart.